# Pedro Luís van Orléans-Braganza

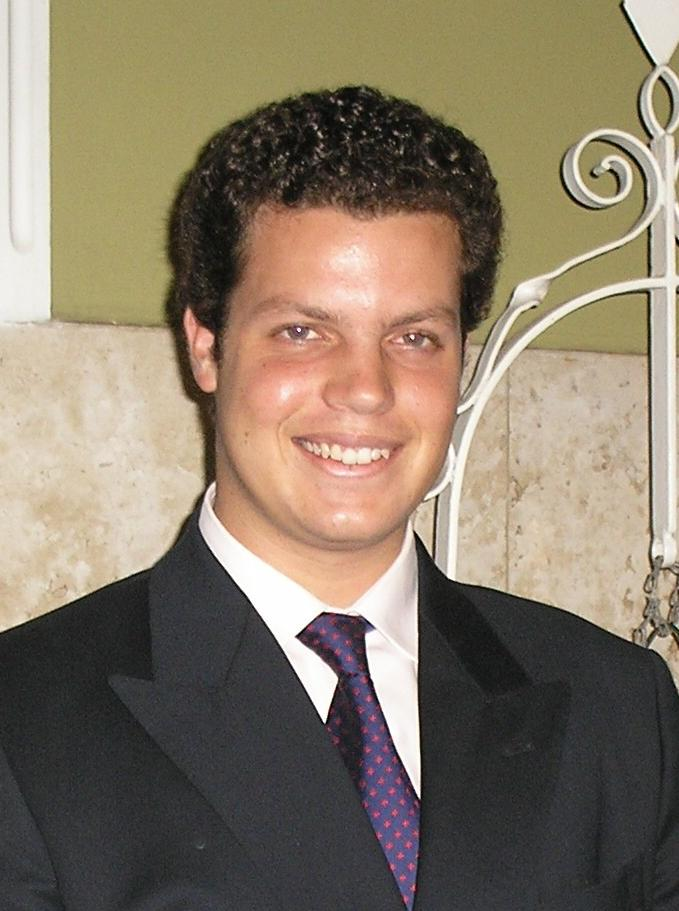
Prins Pedro Luís van Orléans-Braganza, december 2006.

Pedro Luís Maria José Miguel Gabriel Rafael Gonzaga van Orléans-Braganza (Rio de Janeiro, 12 januari 1983 - Atlantische Oceaan, 1 juni 2009) was een prins uit het huis Orléans-Braganza en derde in de lijn van erfopvolging van de voormalige keizerlijke troon van Brazilië, die in 1889 werd afgeschaft.

## Levensloop
Pedro Luís was de oudste zoon van prins Antônio van Orléans-Braganza uit diens huwelijk met Christine de Ligne, lid van het Belgische adellijke geslacht De Ligne. Zijn oom Luís is sinds 1981 een van de twee pretendenten van de Braziliaanse keizerlijke kroon. Toen in 1993 in Brazilië een referendum over de mogelijke invoering van een parlementaire monarchie plaatsvond, werd Pedro Luís door zijn ooms Luís en Bertrand, wier politieke visies zeer duidelijk waren, als een goede keuze voor de troon beschouwd. Het referendum verliep echter niet succesvol voor de monarchisten; slechts 6,8 miljoen mensen – 13 procent van het totaal aantal kiezers – stemde voor de invoering van een parlementaire monarchie.
Hij was langs vaderszijde een afstammeling van Peter II, de laatste keizer van Brazilië, en bezat zowel de Braziliaanse als de Belgische nationaliteit. Hij doorliep zijn lagere school aan het Instituto Social São José in Petrópolis en zijn secundaire studies aan de Ipiranga-school. Na afloop van zijn middelbare studies behaalde hij een diploma bedrijfskunde aan de privéuniversiteit IBMEC in Rio de Janeiro en een postgraduaat in de economie aan de Fundação Getulio Vargas. Vervolgens werkte hij tot 2007 in de Mariani Bank in Rio de Janeiro, om daarna naar Luxemburg te verhuizen. Daar werkte hij voor de Franse bank BNP Paribas en deed hij management consulting voor verschillende bedrijven.
Pedro Luís was vanaf 1999 ook erevoorzitter van de Braziliaanse Monarchistische Jeugd en werd onderscheiden met het grootkruis van de Orde van Pedro I en de Orde van de Roos. Op 1 juni 2009 was hij een van de 228 slachtoffers bij de crash van Air France-vlucht 447, die van Rio de Janeiro naar Parijs vloog en boven de Atlantische Oceaan neerstortte. Zijn lichaam kon in de dagen na de crash geborgen worden en werd op 5 juni bijgezet in het mausoleum van zijn familie in Vassouras. Pedro Luís was niet gehuwd en had geen kinderen.